# 布里斯卡
Brisca 是一种西班牙流行的纸牌游戏 ，游戏使用一副西班牙牌。玩家由两队组成，每支队伍可有 1~3 人。二人或四人局需用40张的牌组，六人局则需48张的牌组。

## 历史
Brisca 及其相似游戏变种广泛分布于许多国家，尤其是在地中海和拉丁美洲地区。相关游戏包括 Briscola （意大利） 、Brìscula （伦巴第）、Brìscula（西西里）、Brìscula 或 Brisca（那不勒斯）、Brisca（加泰罗尼亚）、Bisca（葡萄牙） 、Briškula（黑山和克罗地亚）、Briškola（斯洛文尼亚）、Bixkla （马耳他）和 Skembeel（利比亚）。
其起源可能是布鲁斯昆比尔（Brusquembille），这是一种法国游戏，其规则于 1718 年制定。纸牌的发展和计分方式是相似的，但 Brusquembille 游戏需要使用法国 Piquet 纸牌（每副 32 张）进行。这演变成另一种名为Brisque的游戏，并随之衍生出 Brisca、 Bezique 和极其复杂的 Briscan 等游戏。另一种理论称其起源于意大利的一种名为 Bazzica 的游戏，类似于 Bezique。

## 目标
要赢得游戏，玩家必须赢得尽可能多的积分（即点数），赢得回合。每套花色最大的牌是：
| 卡片 |                             |                         |                                  |                                        |                                    |
| 数字 | "A牌" 或 "一" （As 或 Uno） | "三牌" 或 "三" （Tres） | "国王" 或 "十二" （Rey 或 Doce） | "骑士" 或 "十一" </br>（卡巴洛或一次） | "杰克" 或 "十" </br>（索塔或迪兹） |
| 点数 | 11点                        | 10点                    | 4点                              | 3点                                    | 2点                                |

## 规则

### 发牌
开始游戏时，会向每位玩家发三张牌。某些游戏变体中，玩家可以在各自的队伍内交换不同成员的手牌以检查他们的队友拥有哪些牌。

### 王牌
发牌后，将剩余的牌放在桌子中间作为 公共牌池 。将牌池最上面的牌翻面朝上放置，作为本次游戏的 王牌 ；其花色就是“王牌花色”。本局游戏中任何王牌花色的牌都将可以打败所有其他的牌，无论牌上的数字、牌值或点数是多少。在某些游戏变体中，每次发牌都将指定一个王牌花色，从Coins开始。也就是说，在第一次发牌中是 金币（Coins）；第二次是 <i>圣杯（Cups）</i>；第三次是 <i>宝剑（Swords）</i> ，最后一次是 <i>木棒（Clubs）</i> 。在这四次发牌的游戏全部结束时，获得最多胜利或最多点数的玩家获胜。

### 游戏
庄家右手边的玩家将打出第一张牌，每个玩家随后轮流在相同位置分别打出一张牌形成 牌簇（trick）。下一回合中，右手边的第二个玩家打出另一张牌，每个玩家再形成另一个牌簇 ，依此类推。如果游戏只有两名玩家，则每个玩家每轮必须轮流抓张牌确保游戏的进行。
在每回合游戏中，玩家不一定像传统的纸牌游戏“Tute”那样必须要打出手中牌值或点数最高的牌（协助），如果玩家担心这张牌会被对手要出的牌打败，可以选择打出较低牌值或点数的牌。最后出牌的玩家是最后发到牌的玩家。
每回合游戏结束后，打出牌值或点数最高牌的玩家获胜并获得牌簇，请记住：
a) 如果所有牌都是同花色，则点数最高的玩家获胜。
b) 如果所有牌的花色不同且都不是王牌花色，则打出首攻花色的最高点数的牌的玩家获胜。
c) 如果打出一张王牌花色牌，则拥有点数最高的王牌花色牌的玩家获胜，无论牌簇中已打出的副花色牌的点数是多少。
在此之后，赢得牌簇的玩家将它们面朝下放在身旁。然后玩家依次从公共牌池中抽取一张牌，先赢牌的玩家先抽牌，再按逆时针顺序其他玩家进行抽牌。进行下一轮游戏并持续进行，直到公共牌池耗尽（二人局每局游戏可玩 17 个小牌堆，四人局则是 7 个，六人局 6 个）。公共牌池耗尽后，玩家将用手中最后的三张手牌进行最后的三轮游戏。
如果王牌上的数字大于7，任何拥有王牌花色的玩家都可以随时将其转化成数字7，即使已经打出了牌并放在了牌簇中，前提是该玩家赢了至少一个牌簇。如果小于等于7，它可以转换成数字2。无论哪一种都只能在公共牌池耗尽前进行。
在游戏快结束时，如果一个团队在其牌簇堆中拥有王牌花色的三个最大的牌，该队可以宣布这一点并赢得所有牌，而不必玩最后的牌局，他们无论如何都会赢。这也可以在每个玩家还剩两张牌时完成，如果他们在游戏中拥有王牌花色两个最大的两张牌。
如果某位玩家有王牌花色的 A （即数字 1），他可以说出：“arrastro ”（“拖”或“拉”），所有尚未打出牌到牌簇的玩家必须从他们的手中打出最好的牌，即王牌花色按顺序从高到低排列的：3、12（国王）、11（骑士）、10（杰克）、9、8、7、6、5、4 和 2。
如果某玩家没有王牌花色，则必须按照上面的顺序打出手上最好的牌。
例如，如果王牌花色是硬币（Coins），有人打出硬币 1 并说“arrastro” ，如果您还没有打出牌到牌簇里并且您有<木棒 3>、<宝剑 1> 和<圣杯 1>；您必须打出<宝剑 1>或 <圣杯 1>，但如果您有<木棒 3>、<宝剑 1>和<硬币 3>；您必须打出<硬币 3>，因为它是您手中在王牌花色中拥有的最高牌值的可用牌。

### 计分
在比赛结束时，每队计算他们获得的分数，如上所述，每个 A 牌 11 分，每个三牌 10 分，每个国王 4 分，每个骑士 3 分，每个杰克 2 分。其他牌虽然可能有助于赢得牌簇，但不会得分。得分最多的队伍获胜。因为游戏总分是120分，超过60分的一方获胜。如果双方各得 60 分，则牌数多的一方获胜。在一些游戏变体中，超过一百张牌点的获胜相当于两个游戏点数。游戏通常是 3、5 或 7 分。

## 变体

### “墨西哥布里斯卡（Mexican Brisca）”
在墨西哥的某些地方，还有另一种获胜方式。目标是在游戏结束时总分不超过 11 分。

### “布里斯科拉（Briscola）”
在意大利， Briscola 与 Scopa 和 Tressette 一样是该国最受欢迎的纸牌游戏之一。在伦巴第和皮埃蒙特的部分地区，数字7牌值 10 分，数字3牌值 0 分。在托斯卡纳的部分地区，杰克和骑士的价值是相反的。

#### “Briscola to scoperta”
Briscola to scoperte 又称“Brisca Ouverte”；玩家的手牌需面朝上放在桌子上。游戏通常由两人进行。

#### “Mariaje” 或 “Cinquecento”
西西里的 “Mariaje” 或 “Cinquecento” 纸牌游戏以同样的方式进行，除了如果在同一花色的国王和骑士被抽到；如果他们是王牌，则额外获得 40 分；如果他们来自其他 3 套花色之一，则额外获得 20 分。

#### “布里斯科拉恰马塔（Briscola Chiamata）”
最著名的变体游戏被称为 “Briscola Chiamata”或“Briscolone” 。它只能由五名玩家进行，所以当所有的牌都发完后每人手上有 8 张牌。
进一步的变体游戏：
- Chiamata Buia ：王牌仅在第一个牌簇被赢得之后宣布。
- Chiamata a punti ：只有赢得了的点数才会被宣布，决定对子的花色和牌以及王牌花色仅在发牌开始时宣布。
- Briscola pazza 或 Gingo 。

### “布里斯卡 · 雷马塔达（Brisca Rematada）”
Brisca Rematada 是一款 3 名玩家进行的智利游戏。使用 40 张牌的牌组，去掉两张牌和四张牌，剩下 32 张牌。
每个玩家发十张牌，剩下的两张面朝下放在桌子上，这两张牌叫做“<i>利爪</i>（talon）”。
玩家现在宣布他们认为可以达到的分数，最低投标为 100 分。如果玩家认为他们无法击败之前的投标，他们可以“略过（pass）”。一旦两名玩家放弃，第三名玩家赢得竞拍，拿下利爪并将其加入他的手牌（必须向其他玩家展示所述牌），从他的手牌中选择 2 张牌并将它们面朝下放在他的牌堆中计分的可数卡片。赢得竞拍的玩家即可决定本局游戏的王牌花色。
游戏结束后，庄家清点自己的牌，看看是否达到了他的投标。如果达到了，则将这些分数添加到他的分数中。如果他未达到，这些分数将分配给其他 2 名玩家。
没有赢得竞拍的玩家（又称防御者）不被视为伙伴，因此不能使用所谓的“登机（boarding）”策略（即如果其中一名玩家手中没有首攻花色牌，但是他的队友有，他可以扔掉任何牌）。
提示：结束时建议不要超过170点，因为这是计算获得总牌数的权力以及得到40点的骑士国王牌之组合，再加上赢得最后一墩的10点。

### “死神（Muerte al Tres）”
Muerte al Tres 纸牌游戏是一种古巴变体游戏，其目的是用 <王牌 A> 来“猎杀（hunt）”或“杀死（kill）”<王牌3> 。一个重要的注意事项是，如果没有打出 3（最后牌簇除外），则手上有王牌 A 的玩家不能打出；<王牌3> 打出前 <王牌 A> 是囚犯，除了最后一墩三被“杀死”的那一刻，牌局结束，杀死 <王牌3> 的团队或人获胜。如果 <王牌3> 设法逃脱了 <王牌 A> 的追捕，那么点数将正常计算。

## 相关资料
- 贝齐克
- 布里斯科拉
- 图特